# Zapteryx
Zapteryx – rodzaj ryb chrzęstnoszkieletowych z rodziny Trygonorrhinidae.

## Rozmieszczenie geograficzne
Do rodzaju należą gatunki występujące w wodach wschodniego Oceanu Spokojnego i południowo-zachodniego Oceanu Atlantyckiego.

## Morfologia
Długość ciała do 97 cm; masa ciała (największa opublikowana) do 758 g.

## Systematyka
Rodzaj zdefiniowała w 1837 roku para amerykańskich ichtiologów David Starr Jordan i Charles Henry Gilbert w artykule poświęconym opisowi relacji rodzajowych Platyrhina exasperata opublikowanym w czasopiśmie Proceedings of the United States National Museum. Gatunkiem typowym jest (oryginalne oznaczenie) Z. exasperata.

### Etymologia
Zapteryx : gr. ζα- za- ‘bardzo’; πτερυξ pterux, πτερυγος pterugos ‘płetwa’.

### Podział systematyczny
Do rodzaju należą następujące występujące współcześnie gatunki:
- Zapteryx brevirostris (Müller & Henle, 1841)
- Zapteryx exasperata (Jordan & Gilbert, 1880)
- Zapteryx xyster Jordan & Evermann, 1896

Opisano również gatunek wymarły z eocenu Europy:
- Zapteryx bichuti Signeux, 1961